# Jeffrey Dell
Jeffrey Dell (7 de maio de 1899 – 24 de fevereiro de 1985) foi um escritor britânico, roteirista e diretor de cinema. Ele é conhecido por seu romance de 1939 Nobody Ordered Wolves, que foi baseado na indústria cinematográfica britânica.

## Filmografia selecionada
Diretor
- The Flemish Farm (1943)
- Don't Take It to Heart (1948)
- It's Hard to Be Good (1948)
- The Dark Man (1951)
- Carlton-Browne of the F.O. (1959)

Roteiro
- Sanders of the River (1935)
- Make-Up (1937)
- Night Alone (1938)
- Freedom Radio (1941)
- Thunder Rock (1942)
- Don't Take It to Heart (1944)
- Lucky Jim (1957)
- Brothers in Law (1957)
- Happy Is the Bride (1958)
- Cone of Silence (1960)
- A French Mistress (1960)